# Хотиж
Хоти́ж — село в Україні, в Звягельському районі Житомирської області. Населення становить 43 осіб.

## Географія
Межує на північному заході з Білкою та Сушками, на сході з Кам'яною Горою, на південному сході з Гутою-Зеленицькою та Зеленицею, на південному заході з Вікторівкою та Вільхівкою, на заході з Рясне, на північному заході з Кам'янкою.
Через село протікає річка Хотиш.

## Історія
У 1906 році село Барашівської волості Житомирського повіту Волинської губернії. Відстань від повітового міста 72  верст, від волості 12. Дворів 80, мешканців 392.